# Jean-Noël Dupré
Pour les articles homonymes, voir Dupré.
Jean-Noël Dupré, né le 14 juin 1946 à Paris et mort le 21 mars 2008 à Suresnes, est un chanteur et auteur-compositeur français,.

## Biographie
Jean-Noël Dupré, auteur de chansons, élève du Petit Conservatoire de Mireille, s'était fait connaître au cours des années 1970 avec des œuvres telles que After Shave, Ça me rappelle les vacances et une reprise très personnelle de Y'a d'la joie de Charles Trenet. Il meurt d’un cancer le 21 mars 2008.

## Discographie
On doit notamment à Jean-Noël Dupré, vers 1975, une version parodique de la chanson Y'a d'la joie de Charles Trenet qu'il interprète sur un ton morne et décalé.

### 45 tours
- 1971 : L'homme du musée de l'homme / Découplons-nous
- 1971 : Sous la douche / 22 février
- 1972 : After Shave
- 1975 : Y'a d'la joie
- 1975 : Ça me rappelle les vacances
- 1976 : Demain tu te maries (arrête, arrête, ne me touche pas) / Je rame
- 1977 : On est beau, on est jeune, on est fou et on s'aime!
- 1977 : La vie passionnée d'un chanteur de bal
- 1978 : À tous ceux qui croient
- 1978 : La bêtise c'est comme un rhume
- 1978 : Donnez-moi une équipe de football à aimer
- 1978 : J'ai perdu l'équilibre en me penchant vers vous
- 1979 : On est tous pareils
- 1979 : Si tou mé trompé zé té tou
- 1981 : Chaud, chaud, c'est chaud
- 1982 : Le cha-cha des thons
- 1984 : Si tu ne m'aimais pas
- 1987 : Histoire de boîtes
- 2005 : C'est chouette une chouette
- 2005 : Une vie rock and roll
- 2006 : Faut les sortir les filles
- 2007 : C'est un peu tard